# Epirhyssa leuceres
Epirhyssa leuceres là một loài tò vò trong họ Ichneumonidae.